# Joachim Rønning
Hans Joachim Rønning (født 30. maj 1972 i Sandefjord) er en norsk filminstruktør og reklameproducent som sammen med sin makker, Espen Sandberg, i 2006 lavede westernfilmen Bandidas i USA. Duoen har desuden også instrueret Pirates of the Caribbean: Salazar's Hævn i 2017.
Han står også bag Kon-Tiki (2012) og netflix-serien Marco Polo.
I Norge er Rønning og Sandberg muligvis bedst kendt for at have instrueret storfilmen "Max Manus" fra 2008 med Aksel Hennie i hovedrollen. Duoen har også instrueret Solo-reklamen «Skihoppern» og Superbowl-reklamen for Budweiser fra 2000. Instruktørduoen er barndomsvenner og gik sammen på filmskolen i Stockholm fra 1992 til 1994. I 1993 etablerede de selskabet Roenberg.